# Temporada 1972-1973 del Liceu
Darrera actuació al Liceu de Bernabé Martí a Il tabarro. Després de 90 anys es torna a representar La figlia del reggimento de Gaetano Donizetti.
| Temporada 1972-1973 del Liceu |                   |                                                            |                      | |                           |                                |
| Òpera                         | Compositor        | Director musical                                           | Director d'escena    | Papers principals | Producció                 | Dates                          |
| Adriana Lecouvreur            | Francesco Cilea   | Gianfranco Masini                                          |                      | Montserrat Caballé, Josep Carreras, Bianca Berini, Attilio D'Orazzi |                           | novembre                       |
| La Favorita                   | Gaetano Donizetti | Ino Savini                                                 | Giuseppe Giuliano    | Fiorenza Cossotto (10, 20), Franca Mattiucci (14), Barry Morell, Vicenç Sardinero, Ivo Vinco, Diego Monjo, Gianna Lollini |                           | 10, 12, 14 novembre            |
| Turandot                      | Giacomo Puccini   | Ottavio Ziino                                              | Jacobo Kaufmann      | Ingrid Bjoner, Dídac Monjo, Carlo Del Bosco, Pedro Lavirgen, Ute de Vargas (14, 16, 21) / Ángeles Chamorro (18), Alberto Garcia, José Manzaneda, Bartomeu Bardagí, Sergio de Salas                                             |                           | 14, 16, 18, 21 desembre        |
| Il tabarro                    | Giacomo Puccini   | Anton Guadagno                                             |                      | Bernabé Martí, Antoinette Tiemessen, Cesare Bardelli |                           | desembre                       |
| Madama Butterfly              | Giacomo Puccini   | Michelangelo Veltri                                        | Dídac Monjo          | Yasuko Hayashi, Licia Galvano, Amelia Veiga, Jaume Aragall, Marco Stecchi (17, 21) / Cesare Bardelli (23, 25), Dídac Monjo, Sergio de Salas, Joan Pons, Rafael Campos                                                          |                           | 17, 21, 23, 25 desembre        |
| Andrea Chénier                | Umberto Giordano  | Anton Guadagno (desembre) / Gerardo Pérez Busquier (gener) | Emil Boshnakov       | Plácido Domingo, Wassili Janulakos, Ester Casas, Mildred Tyre, Licia Galvano, Melita Miculs, Orazio Mori, Ramón Contreras, Eduard Soto, Dídac Monjo, José Manzaneda, Josep Ruiz, Joan Pons, Joan Baptista Rocher, Félix Vargas |                           | 29 de desembre, 1 i 6 de gener |
| La figlia del reggimento      | Gaetano Donizetti | Adolfo Camozzo                                             | Jacobo Kaufmann      | Anna Di Stasio, Maddalena Bonifaccio, Amelia Veiga, Renato Capecchi, Ugo Benelli, Orazio Mori, Iluminado Muñoz, Joan Pons |                           | 3, 5, 7 gener                  |
| Andrea Chénier                | Umberto Giordano  | Gerardo Pérez Busquier                                     |                      | Plácido Domingo |                           | 1 al 6 de gener                |
| Un ballo in maschera          | Giuseppe Verdi    | Adolfo Camozzo                                             | Irving Guttman       | Plácido Domingo, Montserrat Caballé, Lili Chookasian, Cornell MacNeil, Trinidad Paniagua, Enric Serra, Carlo Del Bosco, Joan Pons, Iluminado Muñoz                                                                             |                           | 9, 12, 14 gener                |
| Norma                         | Vincenzo Bellini  | Gianfranco Masini                                          |                      | Montserrat Caballé, Bianca Berini, Bruno Prevedi, Gwyne Howell |                           | gener                          |
| Tristany i Isolda             | Richard Wagner    | Charles Vanderzand                                         | Werner Michael Esser | Karl-Josef Hering, Peter Meven, Berit Lindholm, Jef Vermeersch, Enric Serra, Ruth Hesse, Bartomeu Bardagí, Eduard Soto/Joan Pons                                                                                               |                           |                                |
| Kàtia Kabànova                | Leoš Janáček      | František Jílek                                            | Oskar Linhart        | Václav Halíř, Vilém Přibyl, Jarmila Palivcová, Vladimír Krejčík, Gita Abrahámová, Jiří Holešovský, Anna Bárová, Jaroslav Souček, Libuše Lasmanová, Jaroslava Jánská                                                            | Teatre de l'Òpera de Brno | 1, 4, 6 de febrer              |